# Sphoeroides lispus
Sphoeroides lispus es una especie de peces de la familia Tetraodontidae en el orden de los Tetraodontiformes.

## Morfología
Los machos pueden llegar alcanzar los 35,2 cm de longitud total.

## Hábitat
Es un pez de mar de clima subtropical y demersal. que vive entre 5-20 m de profundidad.

## Distribución geográfica
Se encuentra en el Pacífico oriental: desde el Golfo de California hasta Baja Magdalena (México ).

## Observaciones
Es inofensivo para los humanos.